# 郑正仁
郑正仁（？—2005年9月25日），中华人民共和国政治人物，中国致公党党员、中央常委，北京市主委，第五、六、七届全国政协委员。